# Кина, Домингуш
Домингуш Кина (порт. Domingos Quina; род. 18 ноября 1999 года, Бисау, Гвинея-Бисау) — португальский футболист, полузащитник клуба «Удинезе».

## Клубная карьера
Домингуш начинал свою карьеру в юниорской команде «Бенфики». В 2012 году он переехал в Англию, в лондонский «Челси». Через четыре сезона Домингуш перешёл на правах свободного агента в «Вест Хэм Юнайтед» и проводит предсезонную подготовку с первой командой.
28 июля 2016 года дебютировал за «Вест Хэм» в матче третьего квалификационного раунда Лиги Европы против «Домжале», выйдя на замену на 81-й минуте вместо Майкла Антонио.
9 августа 2018 года подписал 4-летний контракт с клубом «Уотфорд». 4 декабря дебютировал в Премьер-лиге, выйдя на замену в игре против «Манчестер Сити».
1 февраля 2021 года до конца сезона был отдан в аренду в «Гранаду».
31 августа 201 года присоединился на правах аренды присоединился к «Фулхэму» на сезон с правом выкупа.
1 февраля 2022 года до конца сезона был отдан в аренду в «Барнсли».

## Карьера в сборной
Домингуш в 2015 году дебютировал за юношескую сборную Португалии. В составе юношеской сборной до 17 лет он принимал участие на юношеском чемпионате Европы 2016 года. Домингуш принял участие во всех встречах турнира и забил два гола. Его сборная выиграла первенство, обыграв испанцев в серии пенальти.

## Достижения

### Сборная
- Чемпион Европы (до 17 лет): 2016
- Чемпион Европы (до 19 лет): 2018